# Jardins en automne
Pour plus de détails, voir Fiche technique et Distribution.
Jardins en automne est un film français réalisé par Otar Iosseliani, sorti le 6 septembre 2006.

## Synopsis
Un ministre, démissionné à la suite d'une gaffe et sous la pression de manifestations de rue, retrouve son quartier, ses amis, et redécouvre la vie et la liberté loin du pouvoir,,.
Si le film semble perdre toute trame de récit au bout d’une demi-heure, c’est pour mieux mettre en exergue l’insolente oisiveté d’un personnage retiré des affaires du monde.
Dans les Cahiers du cinéma, Jean-Michel Frodon écrit "Iosseliani fait des films en homme qui aime boire : c’est-à-dire en réalisant chaque plan comme on déguste un bon verre. Tous les sens en éveil, lentement, en captant les richesses cachées, les assemblages subtils et imprévus des couleurs, des odeurs et des saveurs. Chaque séquence de Jardins en automne, saison des vendanges, est ainsi un bouquet où compte moins la péripétie que les effluves qu’elle permet."

## Fiche technique
- Titre : Jardins en automne
- Réalisation : Otar Iosseliani[5]
- Scénario : Otar Iosseliani[5]
- Production : Martine Marignac
- Distribution : Les Films du losange
- Budget : 3,8 Millions d'euros
- Musique : Nicolas Zourabichvili
- Photographie : William Lubtchansky
- Montage : Otar Iosseliani[5]
- Décors : Emmanuel de Chauvigny
- Pays d'origine :  France -  Russie -  Italie
- Langue : français
- Format : couleur - 1,66:1 - Dolby Surround - 35 mm
- Genre : comédie
- Durée : 117 minutes
- Date de sortie : 6 septembre 2006

## Distribution
- Séverin Blanchet : Vincent, le ministre[5]
- Jacynthe Jacquet : Barbara
- Muriel Motte : La maîtresse[5]
- Otar Iosseliani : Arnaud, ami jardinier de Vincent[5]
- Lily Lavina : Mathilde, la rousse
- Denis Lambert : Gégé, le bistrotier[5]
- Michel Piccoli : Marie, la mère du ministre[5]
- Jacynthe Jacquet : La femme de ménage pianiste[5]
- Maïmouna N’Diaye : Delphine, une autre ex[5]
- Salomé Bedine-Mkheidze : l'ex-fiancée furieuse[5]
- Christian Griot : l'huissier
- Mathias Jung : Le chauve
- Albert Mendy : le chef africain
- Jean Douchet : Père de l'huissier
- Pascal Vincent : Théodière, le successeur du ministre

## Distinctions
- Prix du Jury, Sevilla Festival de Cine 2006[6]
- Prix spécial du Jury, Festival international du film de Mar del Plata 2007[7]